# 庫茨欽峰
庫茨欽峰（英語：Kutschin Peak），是南極洲的山峰，位於阿蒙森海岸，處於克里斯滕森山以南11公里的尼爾森高原西部，屬於毛德王后山脈的一部分，海拔高度2,360米，現時由南極條約體系管理。